# 5064 Tanchozuru
5064 Tanchozuru este un asteroid din centura principală de asteroizi.

## Descriere
5064 Tanchozuru este un asteroid din centura principală de asteroizi. A fost descoperit pe 16 martie 1990 la Kushiro de Masanori Matsuyama și Kazuro Watanabe. Asteroidul prezintă o orbită caracterizată de o semiaxă mare de 2,25 ua, o excentricitate de 0,19 și o înclinație de 6,6° în raport cu ecliptica.